# Заяц, Владимир Аполлинарьевич
Влади́мир Апполина́рьевич За́яц (также писал под псевдонимами Вэлд Чэрноуз, Владимир Черноза) — украинский писатель-фантаст, врач-педиатр.

## Биография
Родился в селе Великая Бугаевка Киевской области. Окончил Киевский медицинский институт в 1972 году и работал в качестве врача-педиатра Вышгородского центра скорой помощи.
Публиковаться начал в 1972 году в журнале «Перець». Писал произведения как на русском, так и на украинском языках. В 1987 году стал членом Союза писателей СССР.
Печатался в журналах «Перець», «Дніпро», «Ранок», «Аврора», «Soviet Literature». Был участником Малеевского семинара. Член Совета КЛФ Украины. Владимир Аполлинарьевич был главным редактором журнала «Флинт» у которого вышел единственный номер в 1991 году.
В конце жизни работал врачом в Йемене, во время второй поездки в 2002 погиб при странных обстоятельствах, по официальной версии от отравления метиловым спиртом. 11 марта 2003 года тело было перевезено в Украину и похоронено.

### Публикации об авторе
- Роман Арбитман. [Рец. на книгу: Дмитрук А. Морская пена; Козинец Л. Передай другому; Заяц В. Земля необетованная] // Детская литература, 1989, № 8 — с.57-57
- «Морская…» и прочая пена" // Роман Арбитман. Морская… и прочая пена. — Ростов-на-Дону: Всесоюзный Совет КЛФ, 1990 — с.14-16
- Заяц Владимир Аполлинарьевич (1949) / В. И. Борисов // Энциклопедия фантастики: Кто есть кто. — Минск: ИКО «Галаксиас», 1995 — с.243
- Виталий Пищенко. Мартовский мартиролог: [Некролог В. Зайца, Е. Панаско, Л. Козинец] // Звездная дорога, 2003, № 4 — с.8-9
- Володимир Заєць // Письменники Радянської України. 1917—1987: Біобібліографічний довідник. — К.: Радянський письменник, 1988 — с.693
- Володимир Заєць // Дивосвіт «Веселки»: Антологія літератури для дітей та юнацтва в трьох томах. Том 3. — К.: Веселка, 2005 — с.601
- Віталій Карацупа, Олександр Левченко. Минуле української фантастики: [Про письменників-фантастів Наталю Конотопець, Віктора Положія, Володимира Зайця, Юрія Винничука, Наталію Гайдамаку, Галину Пагутяк, Олександра Ємченко, Ярослава Павлюка та Людмилу Козинець] // УФО (Український фантастичний оглядач), 2009, № 4 — с.52-59
- Заєць Володимир Аполлінарійович — Енциклопедія Сучасної України. esu.com.ua. Дата обращения: 24 июня 2021.
- Владимир Гаков. Энциклопедия фантастики: кто есть кто. — Минск: Галаксиас, 1995. — С. 243. — 770 с. — ISBN 978-985-6269-01-4.